# انتخابات مجلس الشعب المصري 2010
انتخابات مجلس الشعب المصري 2010، هي انتخابات تشريعية تم إجراء الجولة الأولى منها في يوم 28 نوفمبر، وجولة الإعادة في 5 ديسمبر في الدوائر التي لم يفز أحد مرشحيها بأغلبية الأصوات. ويقدر عدد المقاعد التي يتنافس عليها المرشحون بهذه الدورة 444 مقعد بالإضافة إلى 64 مقعد إضافي مخصصين لكوتة المرأة، وبهذا يكون عدد الأعضاء الذين سيتم انتخابهم 508 يضاف إليهم 10 أعضاء يعينهم رئيس الجمهورية ليكون بذلك عدد أعضاء مجلس الشعب لهذه الدورة 518 عضوًا.

## مجلس الشعب قبل الانتخابات
بيان بأعداد نواب مجلس الشعب وانتماءاتهم الحزبية في الفترة من عام 2005 إلى عام 2010.

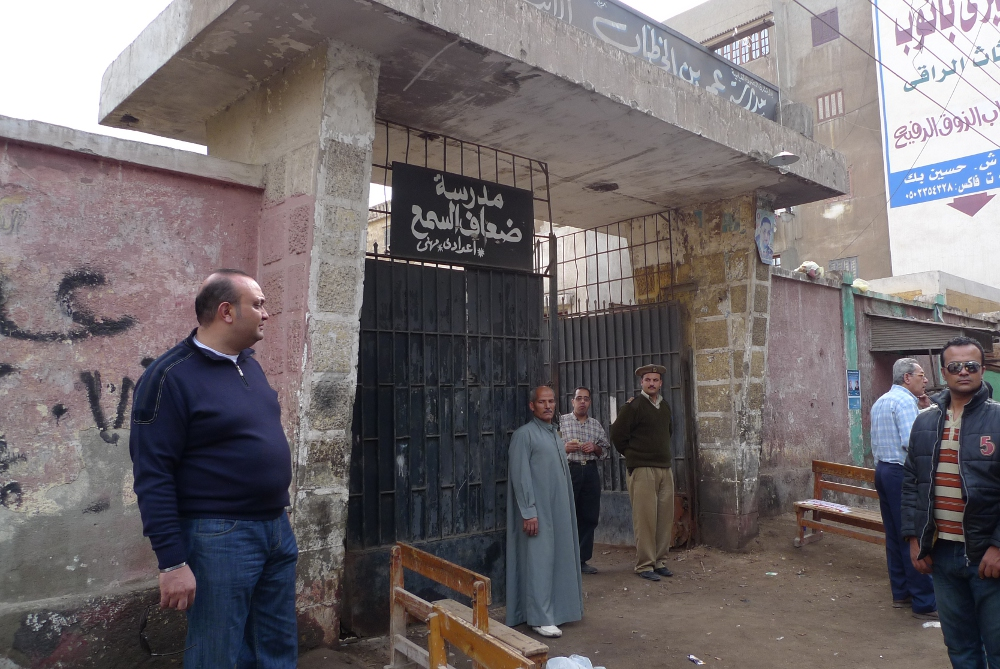
منعت السلطات دخول الصحافة إلى مراكز الانتخاب أثناء هذه الانتخابات

| الأحزاب                             | الأصوات | % | المقاعد | المكاسب | الخسائر | صافي المكاسب/الخسائر | نسبة المقاعد |
| ----------------------------------- | ------- | - | ------- | ------- | ------- | -------------------- | ------------ |
| الحزب الوطني الديمقراطي             |         |   | 330     | 0       | -73     | -73                  | 72.7         |
| حزب الوفد الجديد                    |         |   | 5       | 0       | 0       | 0                    | 1.3          |
| حزب التجمع الوطني التقدمي الوحدوي   |         |   | 1       | 0       | -4      | -4                   | 0.2          |
| حزب الغد                            |         |   | 1       | 0       | -1      | -1                   | 0.2          |
| مستقلون (إخوان مسلمون)              |         |   | 88      | 71      | 0       | +71                  | 19.4         |
| مستقلون (آخرون)                     |         |   | 19      | 0       | -8      | -8                   | 4.2          |
| أعضاء غير منتخبين                   |         |   | 10      |         |         |                      | 2.2          |
| الحزب العربى الديمقراطى الناصري     |         |   | 0       | 0       | -1      | -1                   | 0            |
| حزب الأحرار                         |         |   | 0       | 0       | -1      | -1                   | 0            |
| مجموع (نسبة المشاركة في الإنتخابات) |         |   | 454     |         |         |                      |              |

## المشاركة بالانتخابات
بالإضافة إلى الحزب الوطني الديمقراطي الحاكم، فقد شارك بالانتخابات العديد من أحزاب المعارضة على الرغم من صدور دعوات من الدكتور محمد البرادعي وحركة شباب 6 أبريل والجمعية الوطنية للتغيير والحركة المصرية من أجل التغيير بالمقاطعة، كما قرر حزب الغد جبهة أيمن نور مقاطعة الانتخابات، بينما قرر حزب الوفد الجديد المشاركة بالانتخابات بعد موافقة الجمعية العمومية للحزب على المشاركة بعد استفتاء داخلي، وأيد قرار المشاركة بالانتخابات ما نسبته 56.7% من أعضاء الجمعية العمومية للحزب، كما قررت جماعة الإخوان المسلمون المشاركة بالانتخابات
وذلك بعد موافقة 98% من أعضاء مجلس الشورى العام للجماعة، كما قرر حزب التجمع الوطني التقدمي الوحدوي المشاركة بالانتخابات، كما قررت أحزاب أخرى المشاركة بالانتخابات وهي حزب السلام الديمقراطي والحزب العربي الديمقراطي الناصري وحزب الجيل الديمقراطي وحزب الأحرار الاشتراكيين وحزب الغد وحزب شباب مصر وحزب الخضر والحزب الجمهوري الحر والحزب الدستوري الاجتماعي الحر وحزب التكافل الاجتماعي وحزب مصر العربي الاشتراكي وحزب مصر 2000 وحزب الشعب الديمقراطي.

## الحملات الانتخابية
اتخذ الحزب الوطني الديمقراطي شعار «عشان تطمن على مستقبل أولادك صوتك للحزب الوطني»، بينما اتخذ حزب الوفد شعار «يا بلدنا آن الأوان» في إشارة إلى ضرورة التغيير، أما المرشحين المنتمين لجماعة الإخوان المسلمون والذين يخوضون الانتخابات بصفة مستقلين لكون الجماعة محظورة سياسياً، فإن اللجنة العليا للانتخابات قررت شطب من يستخدم شعار الجماعة الانتخابي وهو «الإسلام هو الحل» وذلك باعتباره شعار ديني، إلا إن بعض المفكرين الإسلاميين مثل الدكتور محمد سليم العوا قال إن الشعار هو سياسي أيضًا، وقد رفعت الجماعة قضية أمام المحكمة الإدارية لتمكين مرشحيها من استخدام الشعار إلا إن المحكمة حكمت بعدم الاختصاص.

## حول الانتخابات

### الإشراف القضائي
لم تتم هذه الانتخابات تحت الإشراف القضائي الكامل على عكس ما حدث في انتخابات عام 2005، وكان الحزب الوطني الديمقراطي الحزب الحاكم رأي حول إلغاء الإشراف القضائي الكامل بينه أمين التثقيف في الحزب محمد مصطفى كامل الذي قال أن إلغاء الإشراف القضائي على الانتخابات لا يمس نزاهتها، ودلل على ذلك بان معظم دول العالم لا يوجد بها إشراف قضائي على الانتخابات وعلى الرغم من ذلك تكون الانتخابات نزيهة وحيادية.

### المراقبة الدولية
كما رفض الحزب الحاكم والحكومة فكرة الإشراف الدولي على الانتخابات وذلك لأنه أمر مهين للدول ذات السيادة حسب رأي وزير الشئون القانونية والمجالس النيابية مفيد شهاب، وأضاف بأن الدول التي تسمح بالتدخل في الشأن الداخلي الخاص بها بأنها دول غير مستقرة وناقصة السيادة ونظامها الدستوري والأمني غير مستقر وأن بلدًا مثل مصر لها سيادتها لا تسمح أبدًا بالرقابة الدولية على الانتخابات وذلك لأنهم يرون فيها اعتداء على سيادة الدولة، كما أضاف إن مصر ليست بحاجة إلى صك دولي لإثبات نزاهة الانتخابات. بينما سمح بالرقابة عن طريق منظمات المجتمع المدني المحلية، حيث قال الأمين العام المساعد أمين السياسات في الحزب الوطني الديمقراطي جمال مبارك إن إعطاء الحق لمنظمات المجتمع المدني لمراقبة الانتخابات محكوم بالدستور والقانون، كما إن أمين التثقيف في الحزب محمد مصطفى كمال قال أن الحزب يرحب برقابة المنظمات الوطنية لكنه يرفض الرقابة الدولية.
وكان للمعارضة مخاوف من أن تشبث النظام الحاكم بالسلطة وعدم استعداده للتخلى عنها تحت أي ظرف يمثل عقبة كبيرة في طريق الديمقراطية، وهو ما أكده رئيس مجلس إدارة جريدة الأهرام وعضو لجنة السياسات في الحزب الوطني الحاكم عبد المنعم سعيد من أن النظام لن يتخلى عن السلطة حتى لو اضطر إلى إجراء انتخابات مزورة. وقد تم التصريح ل76 منظمة مدنية مصرية تقدمت للجنة العليا للانتخابات وذلك لمتابعة عملية الانتخابات وذلك حسب ما قاله المتحدث باسم اللجنة المستشار سامح الكاشف.
وقبل إجراء الانتخابات أبدت المنظمات الحقوقية التي تتولى مراقبة الانتخابات عن قلقها من عدم وجود نوايا لدى الحزب الوطني لإجراء انتخابات نزيهة، وأشارت إلى وجود مؤشرات تؤكد أن الحزب الحاكم يعد العدة لتزويرها.

## الآراء بعد الانتخابات

### حول العنف
حول مسألة العنف في الانتخابات تعددت الآراء، حيث قال أمين الإعلام بالحزب الوطني الحاكم علي الدين هلال إن موقف الحزب ثابت من إدانة العنف بكل أشكاله بغض النظر عن من يمارسه، وإن أحداث العنف التي صاحبت الجولة الأولى من الانتخابات كانت نتيجة عن احتدام المنافسة وسخونة أجواء المعركة الانتخابية، كما قال إن هذه الانتخابات تعتبر الأقل عنفًا مقارنة بانتخابات مجلس الشعب عام 1995 والتي قتل فيها 60 مواطنًا وجرح 700 آخرون، كما قال أمين التثقيف بالحزب الوطني محمد مصطفى كمال بأن الانتخابات كانت الأكثر تنافسًا والأقل عنفًا على الرغم من وقوع أعمال عنف واشتباكات بعدد كبير من الدوائر أدت إلى سقوط عدد من القتلى.

### حول النزاهة والتزوير
في مصر، أكد مجلس الوزراء أن الجولة الأولى من الانتخابات شهدت أعلى مستوى من التنظيم والشفافية، وإن هذا أدى إلى خروجها بشكل نموذجي. بينما نقيب الصحفيين ورئيس وحدة الانتخابات بالمجلس القومي لحقوق الإنسان مكرم محمد أحمد قال بأن الانتخابات لم تكن نزيهة بالكامل كما إنها لم تزور بالكامل ومن يتحيز لأحد الرأيين يعتبر متجاوز. أما مرشد جماعة الإخوان المسلمون محمد بديع فقد اتهم الحكومة بأنها زورت الانتخابات، ووصف النظام الحاكم بفاقد الأهلية. وأصدر حزب الوفد الجديد بيانًا اتهم فيه الحزب الوطني الحاكم بارتكاب ممارسات غير ديمقراطية، وانتهاك الشرعية الدستورية، واغتصاب حق المصريين في اختيار ممثليهم.
وعالميًا، أعربت الولايات المتحدة بلسان المتحدث باسم وزارة الخارجية عن قلقها وشعورها بالفزع إزاء المخالفات التي شابت الانتخابات، وأضاف إن الأنباء التي ترددت عن وقوع مخالفات في الانتخابات تثير شكوكًا في نزاهة العملية الانتخابية وشفافيتها. كما إن مجلس الأمن القومي الأمريكي قد أعرب عن إحباط الولايات المتحدة من مسار العملية الانتخابية قبل وخلال الانتخابات. وقد ذكرت صحيفة نيو يورك تايمز الأمريكية بتقرير لها إن الحزب الوطني الحاكم شن حملة قمع ضد جماعة الإخوان المسلمون المحظورة سياسيًا والتي تمثل أكبر حركة معارضة حقيقية في مصر. ووصفت منظمة هيومان رايتس فيرست الانتخابات بأنها اختبار للمزاعم المتكررة من جانب القيادة المصرية بتمهيدهم للديمقراطية والانتقال نحو الإصلاح السياسي ولكنهم فشلوا في هذا الاختبار. وبين مركز كارنيجي للسلام إن نتائج الانتخابات لن تكون ذات مصداقية كبيرة داخل أو خارج مصر بسبب افتقادها التام إلى الشفافية والمخالفات واسعة النطاق والعنف الذي كان سمة عملية التصويت وعمليات فرز الأصوات، كما أدانت المؤسسة القيود المفروضة على التغطية الإعلامية.

## النتائج العامة
| الأحزاب                               | الأصوات | % | المقاعد | المكاسب | الخسائر | صافي المكاسب/الخسائر | نسبة المقاعد |
| ------------------------------------- | ------- | - | ------- | ------- | ------- | -------------------- | ------------ |
| الحزب الوطني الديمقراطي               |         |   | 420     | 90      | 0       | 90                   | ?            |
| حزب الوفد الجديد                      |         |   | 6       | 1       | 0       | 1                    | ?            |
| حزب التجمع الوطني التقدمي الوحدوي     |         |   | 5       | 4       | 0       | 4                    | ?            |
| حزب الغد                              |         |   | 1       | 0       | 0       | 0                    | ?            |
| الحزب العربي الديمقراطي الناصري       |         |   | 0       | 0       | 0       | 0                    | 0            |
| حزب الأحرار                           |         |   | 0       | 0       | 0       | 0                    | 0            |
| حزب العدالة الاجتماعية                |         |   | 1       | 1       | 0       | 1                    | ?            |
| حزب الجيل الديمقراطي                  |         |   | 1       | 1       | 0       | 1                    | ?            |
| حزب السلام الديمقراطي                 |         |   | 1       | 1       | 0       | 1                    | ?            |
| مستقلون (إخوان مسلمون)                |         |   | 1       | 0       | -87     | -87                  | ?            |
| مستقلون (منهم 53 ينتمون للحزب الوطني) |         |   | 68      | ?       | ?       | ?                    | ?            |
| ما زالوا في المسابقة                  |         |   | 4       |         |         |                      |              |
| أعضاء غير منتخبين                     |         |   | 10      |         |         |                      | 2.2          |
| مجموع (نسبة المشاركة في الإنتخابات)   |         |   | 518     |         |         |                      |              |

### نتائج الجولة الأولى
أعلنت اللجنة العليا للانتخابات نتيجة الجولة الأولى من الانتخابات في يوم 30 نوفمبر، وأعلن المتحدث باسم اللجنة إن نسبة المشاركة في الجولة الأولى بلغت 35%، كما أعلن إنه تم إلغاء النتائج في دائرة بيلا في محافظة كفر الشيخ، وأيضًا إبطال الأصوات في 1053 صندوقًا على مستوى الجمهورية.
وكانت نتيجة الجولة الأولى التي أعلنت أدت إلى سيطرة مرشحي الحزب الوطني الحاكم على أغلب المقاعد من الجولة الأولى، ودخول مرشحيه الآخرين بجولة الإعادة أحيانًا بوجه بعض على ذات المقعد والتي أصبح بعدها من الواضح سيطرة الحزب الحاكم مجلس الشعب المقبل، أدى ذلك إلى إعلان انسحاب حزب الوفد الجديد ومرشحي جماعة الإخوان المسلمون من جولة الإعادة وذلك احتجاجًا على ما يرونه من تزوير وأعمال عنف صاحبت الجولة الأولى.

### نتائج جولة الإعادة
أعلنت اللجنة العليا للانتخابات نتيجة جولة الإعادة في 6 ديسمبر، كما أعلنت عن إبطال و257 صندوقًا في جولة الإعادة. وكانت النتيجة قد زادت من حصيلة الحزب الوطني الحاكم في السيطرة على مقاعد المجلس، كما حصل حزب التجمع على خمسة مقاعد في البرلمان الجديد، كما حصلت أحزاب الجيل الديمقراطي والغد جبهة موسى مصطفى موسى والسلام الديمقراطي والعدالة الاجتماعية على مقعد لكل منهم، كما فاز 4 مرشحين من حزب الوفد الذي كان قد أعلن انسحابه عن جولة الإعادة، كما فاز النائب مجدي عاشور من جماعة الإخوان المسلمون والذي راجت شائعات حول اختطافه من قبل الجماعة لمنعه من خوض الإعادة بعد مقاطعة الجماعة لها، إلا إنه نفى ذلك، وقد صرح أنه لا يريد أن يخسر «الإخوان» وكذلك لا يريد أن يخسر الجماهير، وناشد الجماعة أن تتركه يستمر في البرلمان على مبادئها، وكانت قد ظهرت مطالبات في الجماعة بتجميد التعامل معه. وفي أغرب حادثة من نوعها أعلن الدكتور حمدي السيد -القيادي بالحزب الوطني وأحد المرشحين في تلك الانتخابات- أنه يتهم الشرطة وقيادات في الحزب بالتزوير لصالح منافسه مجدي عاشور لكسب نقطة علي حساب جماعة الإخوان المسلمين. ويبلغ عدد النواب الذين فازوا كمستقلين 67 نائبًا، ينتمي 53 منهم للحزب الوطني وفقا لتصريحات أمين التنظيم بالحزب أحمد عز.

### عشرة مقاعد معينة
الرئيس مبارك مارس حقه الدستوري من خلال تعيين 10 لمجلس الشعب المصري.
وهم فيما يلي:
- محمد الدكروري (مستشار الرئيس).
- إسكندر غطاس (مساعد وزير العدل).
- انتصار نسيم حنا.
- رؤوف عدلي سعد الخراط.
- إدوار غالي بطرس الذهبي.
- سمير محمد رضوان
- أمير جميل ميخائيل بطرس.
- جورج يوسف عبد الشهيد.
- أمينة محمد شفيق يوسف.
- جمال أسعد عبد الملاك جاد الله.

## حل المجلس
في 13 فبراير 2011 وبعد تنحي الرئيس السابق محمد حسني مبارك عن الحكم استجابة لمطالب ثورة 25 يناير وتولي المجلس الأعلى للقوات المسلحة حكم البلاد صدر إعلان دستوري تم بموجبه تعطيل العمل بالدستور وحل مجلسي الشعب والشورى بالإضافة إلى مجموعة أخرى من الإجراءات.

## وصلات خارجية
- اللجنة العليا للانتخابات في مصر
- المعارضة المصرية تترقب انتخابات 2010 وسط مخاوف
- النتائج الكاملة للجولة الأولى لانتخابات مجلس الشعب المصري 2010